# Sable Island

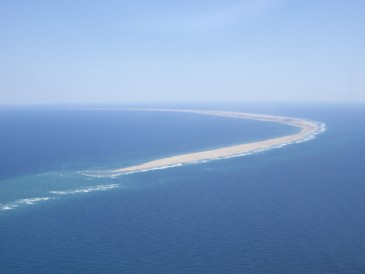
Flygfoto av Sable Island, april 2008.

Sable Island (franska: île de Sable; 'Sandö' av franska sable 'sand') är en liten kanadensisk ö belägen 180 km sydost om Nova Scotia i Atlanten. År 2008 hade ön en åretruntbefolkning på omkring fem (varav fyra utgör personal på forskningsstationen på ön, och en är bofast forskare). På somrarna ökar siffran till att inkludera fotografer, årstidsspecifika forskare med flera. 
Sable Island är känd för sina mer än 500 vildhästar av rasen Sable Islandponny. Hästarna hotades av utrotning efter en hård vinter år 1959 då kanadensiska myndigheter ville slakta dem. Efter protester från hela världen skrevs skyddet av hästarna in i Canada Shipping Act, vilket innebär att tillstånd måste införskaffas av kustbevakningen för att tillåtas besöka ön. 
Sable Island tillhör Nova Scotia. Ön utsågs till nationalpark år 2013, och kan besökas av turister om sommaren. Den 
har världens största koloni av gråsälar.
Mer än 350 fartyg har förlist runt 
Sable Island och år 1801 anlades en sjöräddningsstation på ön. I juli 2024 hittades ett brittisk-kanadensiskt par döda på Sable Island efter att ha misslyckats med att korsa Atlanten i en segelbåt.
År 1901 planterades tusentals tallar på Sable Island i ett försök på att minska sandflykten, men träden klarade inte den tuffa miljön. Andra försök att plantera träd har också misslyckats. En enda tall finns kvar. Den är krokig och bara en meter hög, men dekoreras med ljus och julgranskulor varje år lagom till jul.

## Bilder

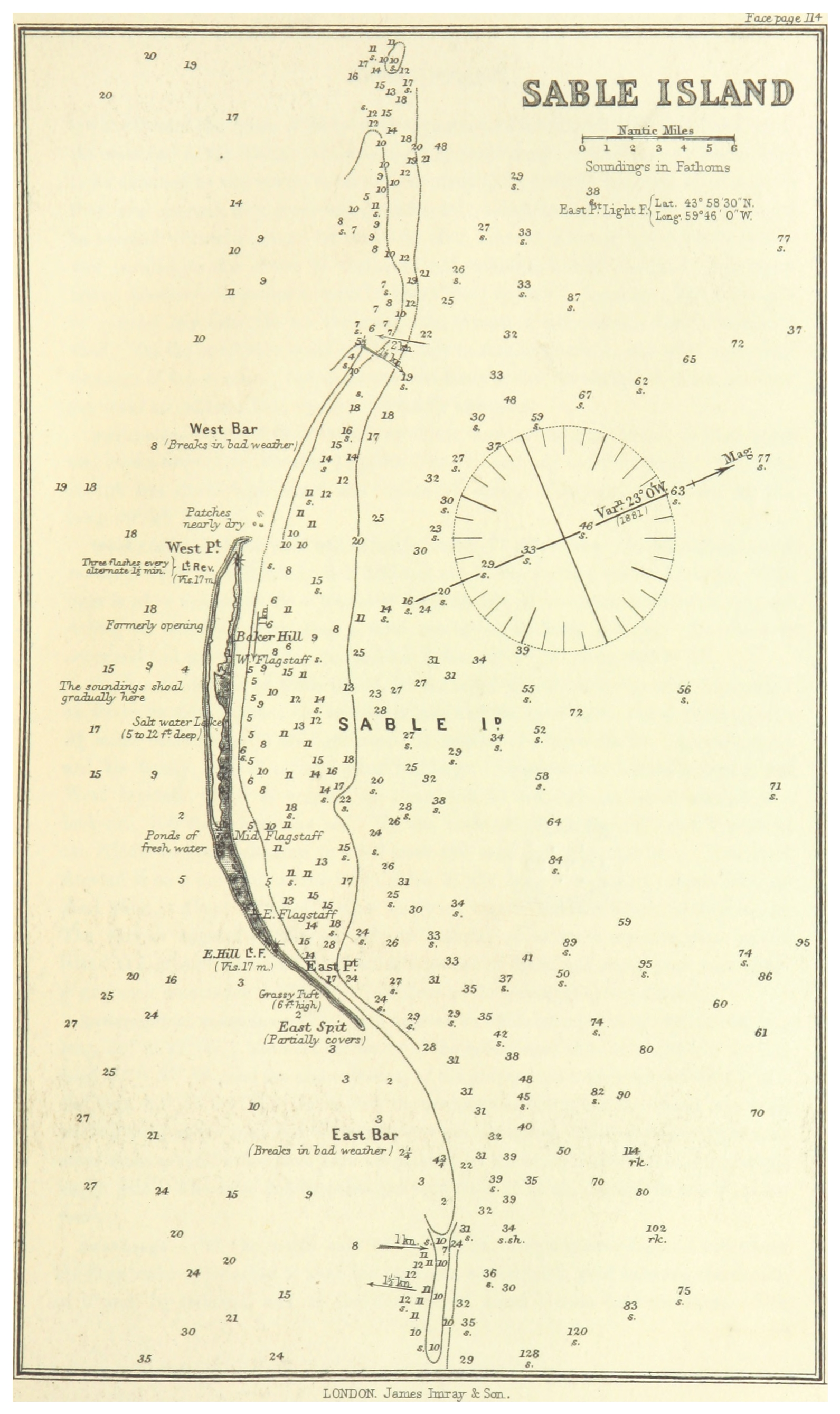
Karta, 1884.
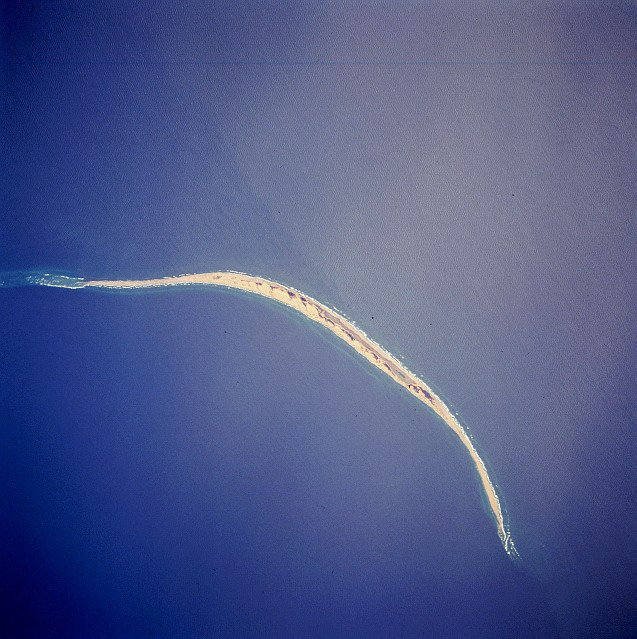
Satellitfoto på Sable Island, april 1994.
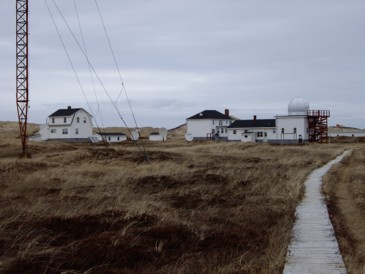
Forskningsstation, mars 2007.
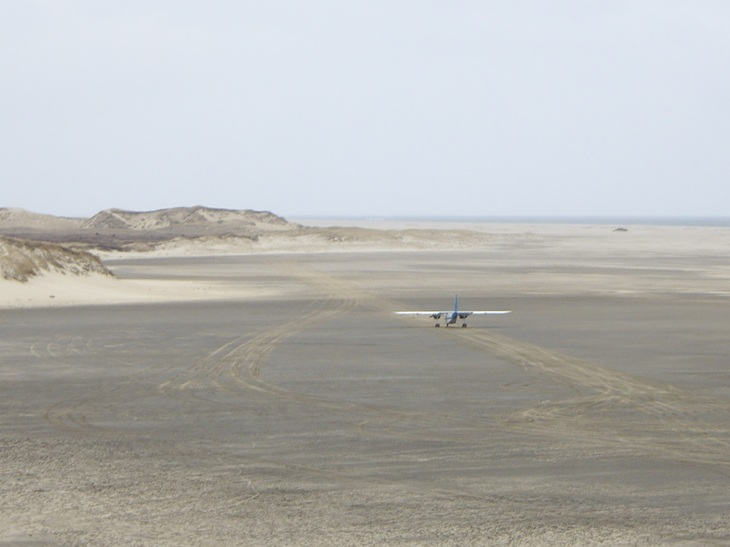
Flygplats,april 2007.
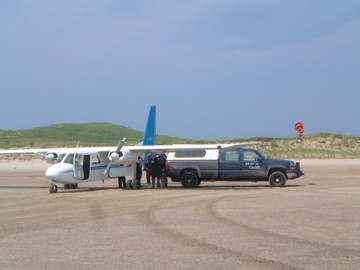
Britten-Norman Islander, Flygplats, mars 2007.
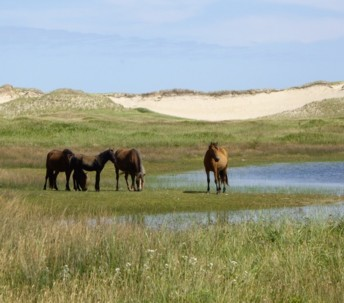
Vildhästar, juli 2008.
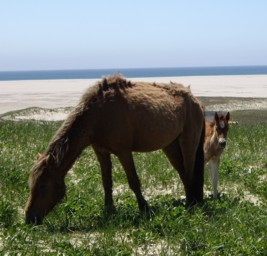
Vildhästar, juli 2008.